# Chora-chuva-de-asa-branca
O chora-chuva-de-asa-branca (nome científico: Monasa atra) é uma espécie de ave da família Bucconidae. Também é conhecido como bico-de-lacre, tamburi-pará, tamuri-pará, tanguru-pará, tangurú-pará-de-asa-branca.
É encontrada no centro-norte da América do Sul nas Guianas (Guiana Francesa, Guiana, Suriname), incluindo o Escudo das Guianas; também a leste e sudeste da Venezuela na bacia do rio Orinoco oriental, e a Bacia Amazônica do nordeste do Brasil no centro-norte e nordeste. Não é encontrado ao sul do Rio Amazonas, e seu limite ocidental na fronteira com o sudeste da Venezuela é o Rio Negro.
Os seus habitats naturais são florestas subtropicais ou tropicais húmidas de baixa altitude.